# F.O.A.D.
F.O.A.D. – dwunasta płyta norweskiego zespołu Darkthrone, wydana w 24 września 2007 roku.

## Lista utworów
| Nr | Tytuł utworu               | Słowa          | Muzyka         | Długość |
| -- | -------------------------- | -------------- | -------------- | ------- |
| 1. | „These Shores Are Damned”  | Nocturno Culto | Nocturno Culto | 5:04    |
| 2. | „Canadian Metal”           | Fenriz         | Fenriz         | 4:44    |
| 3. | „The Church Of Real Metal” | Fenriz         | Fenriz         | 4:36    |
| 4. | „The Banners Of Old”       | Nocturno Culto | Nocturno Culto | 4:40    |
| 5. | „F.O.A.D”                  | Fenriz         | Fenriz         | 3:52    |
| 6. | „Splitkein Fever”          | Fenriz         | Nocturno Culto | 4:45    |
| 7. | „Raised On Rock”           | Fenriz         | Fenriz         | 3:27    |
| 8. | „Pervertor Of The 7 Gates” | Fenriz         | Fenriz         | 4:25    |
| 9. | „Wisdom Of The Dead”       | Fenriz         | Nocturno Culto | 4:43    |
|    |                            |                |                | 40:16   |

## Twórcy
- Gylve "Fenriz" Nagell - perkusja, śpiew
- Ted "Nocturno Culto" Skjellum - śpiew, gitara, gitara basowa